# Edlitz
Edlitz är en ort och kommun  i Österrike. Den ligger i distriktet Neunkirchen i förbundslandet Niederösterreich, 70 km söder om huvudstaden Wien. 